# Distaplia racemosa
Distaplia racemosa är en sjöpungsart som beskrevs av Kott 1990. Distaplia racemosa ingår i släktet Distaplia och familjen Holozoidae. Inga underarter finns listade i Catalogue of Life.